# 清朝皇储
清朝皇储中，總共有八位太子。清朝歷時冊立最久的皇太子是康熙帝親自冊封的胤礽，雖經两立两废，也是康熙帝親自訓練和培育共歷時經三十六年之久時間經特殊培養的太子。自雍正元年（1723年）八月始设立秘密建储制開始，此後清朝继任皇帝都以此种制度册立皇太子。除了乾隆六十年九月乾隆帝公開宣佈十五子永琰為皇太子，终清一朝，再没有像明朝或過往朝代依嫡长子继承制册立太子。

## 历史

### 后金时期
努尔哈赤和皇太极在生前都没有册立继承人。努尔哈赤死后，第八子皇太极登基。至于他为何能继位，各方说法不一。皇太极宠妃海兰珠生第八子，皇太极为此大赦，这是立太子时才会有的举措。第八子早夭后，皇太极再也没有类似举动，如他的父亲一样，也没有指定继承人。

### 顺治朝
清军入关后，即设立詹事府，但顺治帝生前没有册立皇太子，而是以遗诏的形式册立庶三子玄烨为皇太子。

### 康熙朝
康熙十四年（1675年）十二月十三日，康熙帝經太皇太后皇太后同意後，册立嫡子胤礽为皇太子。胤礽歷经两立两废，事出自康熙四十七年九月丁丑日，康熙帝召諸王大臣侍衛文武官員等，齊集行宮前。諭曰：「朕即位以來諸事節儉，身御敝褥足用布襪，胤礽所用一切遠過於朕，伊猶以為不足…」。康熙帝諭畢，復痛哭仆地。康熙四十七年九月庚寅日，康熙帝諭諸皇子及領侍衛內大臣、滿洲大學士尚書、侍郎、學士等：「嫡子胤礽乃皇后所生，朕煦嫗愛惜親加訓諭」。康熙五十一年 （1712年）胤礽二度被废後，朝鮮國使臣回國稟報他們的朝鮮國王，述說康熙帝晚年其實很捨不得廢掉太子胤礽的，康熙帝覺得太子不夠節儉也是一大主因。雍正元年（1723年）二月，朝鮮使臣回國後，再次向朝鮮國王稟報：「康熙帝既封（嫡長孫）弘皙為王，雍正以在邸時宮室、服御、金銀、臧獲及王府官屬，一併移給理郡王弘皙」
康熙六十一年（1722年）康熙帝駕崩後，由隆科多宣诏传位胤禛（即雍正帝）。《康熙遗诏》称“雍親王皇四子胤禛，人品贵重，深肖朕躬，必能克承大统，著继朕登基，即皇帝位。”

### 雍正朝
雍正元年（1723年）八月，雍正於乾清宮召諸王、滿漢大臣入見，面喻曰：「康熙建儲一事，理宜夙定，去年十一月十三日之事，（最後）倉猝之間一言而定（為儲君人選謀定的）大計，薄海內外莫不傾心悅服，共享安全之福」。命諸臣皆退，仍留總理事務王大臣：马齐、允禩、允祥、隆科多，以康熙旨意密封遺詔，特別破例不立皇太子，收藏於乾清宮正大光明匾额後。
雍正元年（1723年）九月二十日，雍正帝妥善安排理郡王弘晳攜自己的家庭眷屬一起遷移到京城外二十里的郑各家庄，並且特別命人以隆重禮數礼遇弘皙和他的福晉妻子，並安排理郡王弘皙的一子由十五阿哥允禑養育負責。起因是理郡王弘皙的子女突然在康熙末年至雍正元年病死。弘皙一家遷移至鄭各家莊（順治帝遊獵避痘所南苑保護區靠近鄭各家莊），就是為了躲避天花和瘟疫，康熙帝和雍正帝臨時決定令弘皙一家分家搬遷至鄭各家莊，才是真正遷往鄭家莊的主因。

### 乾隆朝
自皇太后皇后死亡後，雍正帝也駕崩後。乾隆帝和總理事務大臣：鄂爾泰和張廷玉一起揭開雍正帝御筆遺留的遺詔，自乾隆帝登基後開始，六岁的嫡长子永琏被秘密册立为皇太子。两年后，永琏早夭，谥为:端慧皇太子。乾隆十二年（1747年），嫡次子永琮因痘疹天花早夭。孝贤皇后所生两位嫡子接连早夭。乾隆帝认為「先朝未有以元后正嫡绍承大统者，邀先人不能获之福，此乃朕过耶！」（但是雍正帝生前並沒有承認過這段歷史，康熙帝本人駕崩前也沒有基本的賞賜乾隆帝或生母為世子或福晉）。
乾隆帝命人編纂歷史，在自己的《高宗純皇帝實錄》上記載:『洎康熙六十一年(1722年壬寅)，（乾隆帝十二歲垂髫之年）…康熙帝巡避暑山莊。獅子嶺之北，為雍正帝藩邸扈蹕時賜園，康熙帝幸園中進膳，乾隆帝生母問安拜覲，天顏喜溢，康熙帝連稱乾隆帝生母為有福之人』。
乾隆十三年（1748年），孝贤皇后逝世。长子永璜和三子永璋因表现不够伤感，受乾隆帝斥责，失去立储资格。乾隆帝在乾隆十五年（1750年）册立第二位皇后那拉氏（清高宗繼皇后）。那拉氏所生之子永璂虽没有早夭，但亦没有被立太子。而此期间，乾隆帝有意立为储君是第十五子永琰，『永琰非嫡非长』，永琰是庶母所出，跟乾隆帝一樣都不是嫡長子，而是庶子。